# Karmelietenberg
De Karmelietenberg is een straat in de Belgische stad Leuven. Ze verbindt de Naamsestraat met de lager gelegen Schapenstraat.

## Beschrijving
De Karmelietenberg dankt haar naam aan het in 1839 heropgerichte karmelietenklooster in de Naamsestraat. Ze stond lange tijd als de Goeden Hollenwegh bekend. De Karmelietenberg heeft een recht, sterk dalend tracé en in het verlengde van de straat ligt aan de overzijde van de Schapenstraat de Zwartzustersstraat. Het straatbeeld wordt voornamelijk bepaald door de langgerekte muur van het Amerikaans College (Naamsestraat 100), dat op de hoek van de Naamsestraat en de Karmelietenberg ligt. De dwarsgevel aan de Karmelietenberg werd door Joris Helleputte ontworpen. De straat is gedeeltelijk gekasseid en de onpare zijde wordt door uittorende nieuwbouw gekenmerkt, die naar ontwerp van architectenbureau Quirynen & Jacobs werd opgetrokken op de site van het voormalige karmelietenklooster, dat na het vertrek van de zusters in 1973 werd gesloopt en door parkeergelegenheid voor het Heilig Hartziekenhuis vervangen.
Naast het Amerikaans College zijn enkele stadswoningen, Karmelietenberg 7-9 (1856) en Karmelietenberg 11-13 (1836), beschermd als monument.

## Afbeeldingen

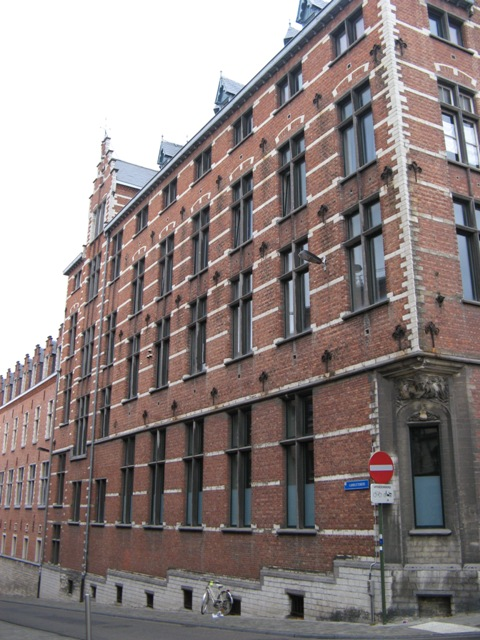
Amerikaans College
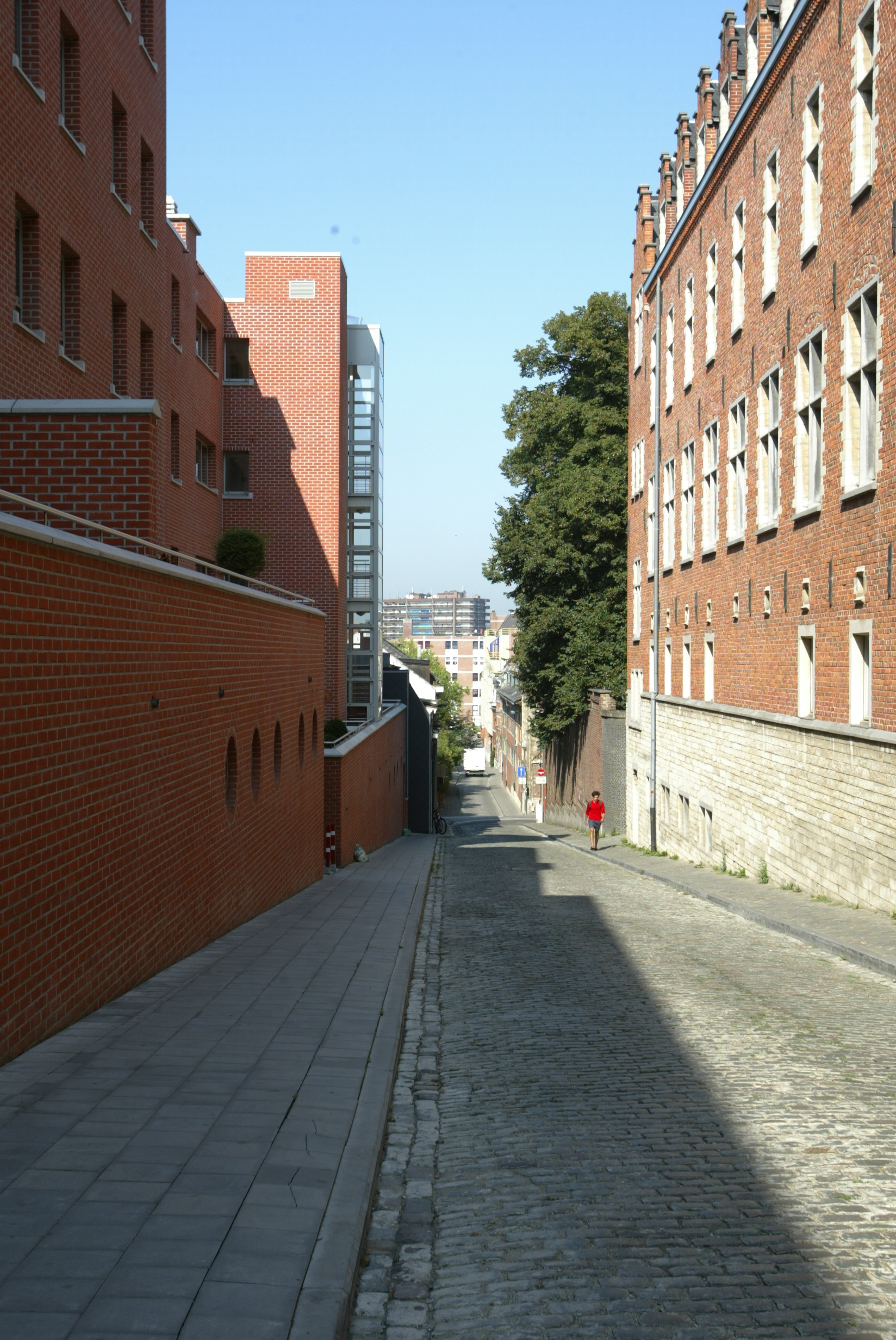
Zicht op de Karmelietenberg vanaf de Naamsestraat.
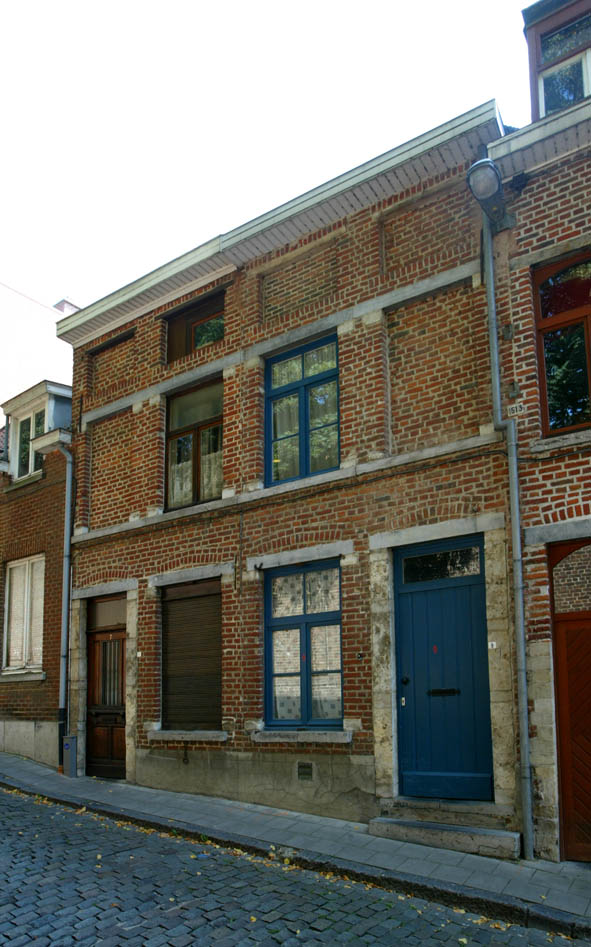
Karmelietenberg 7-9
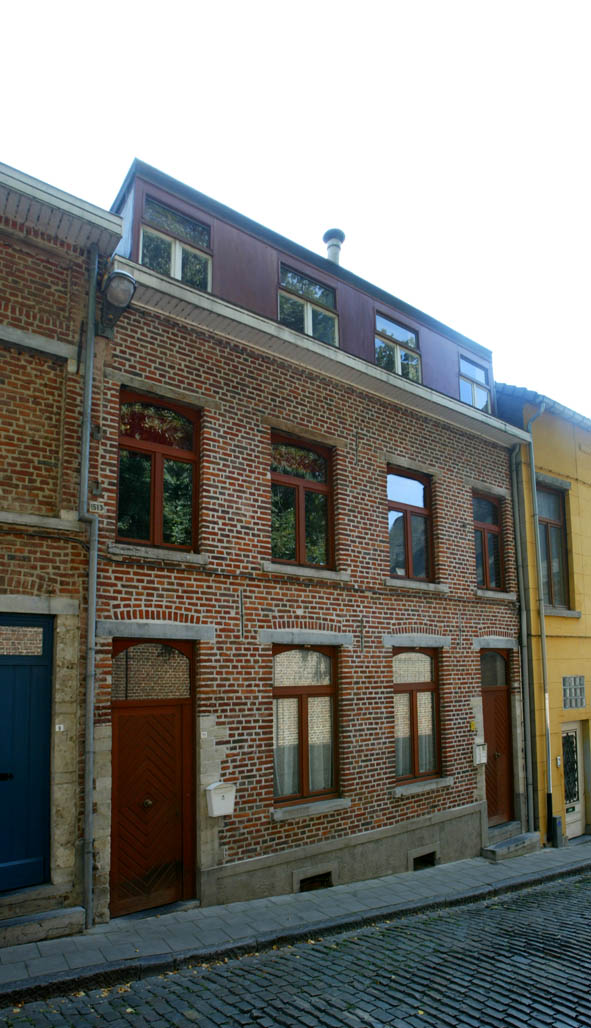
Karmelietenberg 11-13